# 小谷城戦国歴史資料館
小谷城戦国歴史資料館（おたにじょうせんごくれきししりょうかん）は滋賀県長浜市にある歴史資料館。

## 概要
小谷城の清水谷武家屋敷跡にあった児童館を閉鎖し、2007年10月に小谷城の歴史資料館として再オープンした。「戦国大名の浅井氏」と「小谷城」の2つをテーマにした展示室がある。小谷城跡から発出土品も展示されている。またこの場所は小谷城の『「日本100名城」選定記念スタンプラリー』のスタンプ設置場所として指定されている。

## 施設情報
- 開館時間
  - 開館時間:午前9時30分
  - 閉館時間:午後5時（入館受付時間:午後4時30分）
- 休館日
  - 毎週火曜日
  - 毎年12月28日～1月4日
- 入館料
  - 200円
  - 中学生以下は無料

## 交通アクセス

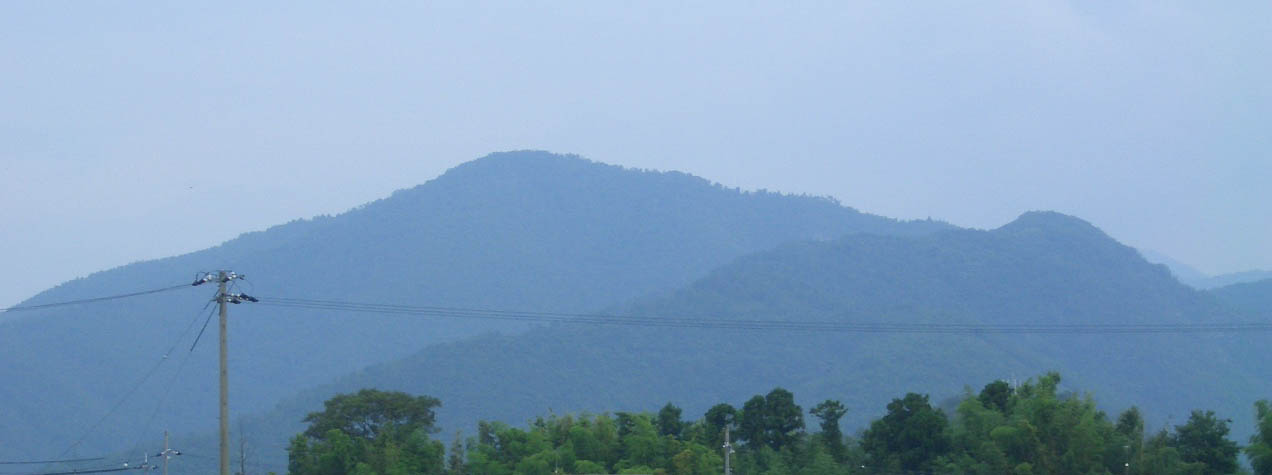
小谷山

- 電車でのアクセス
  - JR西日本北陸本線：河毛駅
- 車でのアクセス
  - 北陸自動車道長浜IC　→　国道365号
  - 無料駐車スペース有